# 24305 Дарреллпарнелл
24305 Дарреллпарнелл (24305 Darrellparnell) — астероїд головного поясу, відкритий 26 грудня 1999 року.
Тіссеранів параметр щодо Юпітера — 3,232.